# Itamar Even-Zohar
Itamar Even-Zohar (en hebreo: איתמר אבן-זהר‎), nacido en 1939 en Tel Aviv, es un investigador y profesor israelí en la Universidad de Tel Aviv. Es el fundador de la "Teoría de los polisistemas", y uno de los más relevantes investigadores en el campo de los estudios culturales, la crítica literaria, los estudios de traducción o la construcción de identidades nacionales a través de la cultura.

## Biografía
Nacido en Tel Aviv en 1939, Even-Zohar obtuvo sus títulos en la Universidad de Tel Aviv (B.A. y PhD) y en la Universidad de Jerusalén (M.A). También estudió en Oslo, Copenhague y Estocolmo. Ha participado como docente invitado en varias universidades e institutos de Europa y Estados Unidos, como Ámsterdam, París, Filadelfia, Reykjavík, Quebec, Lovaina, Santiago de Compostela, Santander, St. John's (Terranova), Barcelona y Santa Cruz (California). Es hablante de hebreo (su lengua materna), árabe, inglés, francés, sueco, español, noruego, danés, italiano, ruso, alemán, islandés y otros idiomas. En abril de 2014, fue elegido a miembro honorario de la Academia Austríaca de Ciencias, División de Humanidades y Ciencias Sociales.

## Ideas fundamentales

### Investigación estructuralista
Desde comienzos de los años 70, Itamar Even-Zohar ha desarrollado las herramientas teóricas y metodológicas necesarias para estudiar la complejidad y la interdependencia de los "sistemas culturales", que se entienden como redes sociales complejas, heterogéneas, versátiles y dinámicas. En 1972, propuso una teoría del texto como una estructura de varias capas (Even-Zohar 1972), aunque poco después se convirtió en uno de los primeros críticos del "estructuralismo estático" (Even-Zohar 1978) y lo que él entendía como un grave problema: la "reificación" impuesta por la agenda estructuralista y por una rígida y estéril interpretación del concepto de "estructura" y "sistema lingüístico" de Saussure. Para que estas nociones fueran fructíferas y pudieran aplicarse a otras actividades culturales, vivas y complejas, Even-Zohar afirma que es necesario tener en cuenta la interrelación de las dimensiones sincrónicas y diacrónicas del sistema sociocultural". De ahí que introdujera en sus teorías la idea de un "estructuralismo dinámico", un "sistema de sistemas" abierto que representa mejor la variabilidad y la heterogeneidad de dichos sistemas (Even-Zohar 1979). 
A partir de este nuevo enfoque, desarrolló un programa de investigación destinado a estudiar el sistema literario más que los textos en sí mismos; dicho programa ha adquirido una gran relevancia en el campo de los estudios literarios y los estudios de traducción, permitiendo ampliar el concepto normativo de "literatura" o "cultura" como un conjunto de producciones elevadas, y explorar el conjunto de interrelaciones entre el "centro" y la "periferia" del sistema literario, entre la literatura "canónica" y la "no canónica".

### Teoría de los polisistemas
Even-Zohar sustituye los parámetros causales unívocos por factores polivalentes que explican mejor la complejidad de la cultura, tanto dentro de un único sistema, como entre varios sistemas relacionados. Esta "teoría de los polisistemas" (Even-Zohar 1978, 1979, 1990, 1997, 2005) analiza conjuntos de relaciones, inicialmente en las áreas de la lengua y la literatura, y más adelante en otros ámbitos socioculturales. Por su parte, Ovidi Carbonell compara esta teoría con el concepto de episteme de Michel Foucault.
Otro defensor de esta teoría es el académico estadounidense Edwin Gentzler.

### Los "modelos"
Even-Zohar desarrolló su idea de "sistema" proponiendo que el objeto de estudio no debían ser ya los textos como productos culturales, sino más bien los modelos culturales dinámicos que determinan la producción de dichos objetos culturales concretos (Even-Zohar 1997). Desarrollando sus teorías en ciencia cognitiva y antropología, Even-Zohar afirma que son los modelos interpersonales que las personas aprenden y emplean en su vida cotidiana los que ayudan a explicar las dinámicas de determinada cultura. Esta "teoría de modelos" forma parte de una "teoría de repertorios" más amplia, profundamental influida por el formalismo ruso y la semiótica soviética (Yuri Lotman, Vyacheslav Vsevolodovich Ivanov, Toporov, Boris Uspensky, etc.).

### Estudios de traducción
Los estudios de Even Zohar sobre traducción han mostrado que las discrepancias entre textos de origen y textos de destino pueden ser explicadas como el resultado de acciones gobernadas por normas "domésticas" (es decir, interiores a dichas culturas). Sus innovadoras investigaciones acerca de la importancia y la significación de la traducción han contribuido a que los estudios de traducción dejen de ser un aspecto marginal de los estudios filológicos, y se conviertan en uno de los principales focos de interés en la investigación de las relaciones interculturales.

### Construcción nacional y cultura
Itamar Even-Zohar ha estudiado el papel de la literatura en la construcción de las culturas nacionales, tanto en Israel como en Europa. En la línea de su propuesta de que la cultura debe ser estudiada no como producto, sino como un conjunto de acciones o programas de acción, Even-Zohar ha analizado la emergencia y cristalización de una cultura hebrea nativa en Palestina, que ha servido de modelo para estudios similares en otras áreas y sistemas culturales, como Islandia, Italia, Galicia o Cataluña, por ejemplo. 
Desde los años 90, los trabajos de investigación de Even-Zohar se han centrado, fundamentalmente, en las prácticas de "planificación cultural" en nuevas entidades sociopolíticas. En este sentido, ha examinado problemas de relación entre mayorías y minorías, entre centro y periferia en el contexto de la lucha por el control de los recursos culturales.

## Trabajos publicados
- Even-Zohar, Itamar 1972. "An Outline of a Theory of the Literary Text." Ha-Sifrut III (3/4): pp. 427–446 (en hebreo)
- Even-Zohar, Itamar 1978. Papers in Historical Poetics. Tel Aviv: Porter Institute.
- Even-Zohar, Itamar 1979. "Polysystem Theory." Poetics Today 1(1-2, Autumn) pp. 287–310.
- Even-Zohar, Itamar 1990. Polysystem Studies. [= Poetics Today 11:1]. Durham: Duke University Press.
- Even-Zohar, Itamar 1997. "Factors and Dependencies in Culture: A Revised Draft for Polysystem Culture Research." Canadian Review of Comparative Literature / Revue Canadienne de Littérature Comparée XXIV(1, March), pp. 15–34.
- Even-Zohar, Itamar 2005. Papers in Culture Research.